# YouNow
YouNow es una plataforma de transmisión en directo, en la cual los usuarios publican sus propios vídeos en stream o interactúan con los vídeos en stream de otros usuarios, todo en tiempo real. El servicio está disponible en su sitio web y en las siguientes plataformas: Android y iOS.
A partir de agosto de 2015, año de su mayor impacto global, el servicio soportaba más de 150,000 transmisiones diarias.
En el 2015 la mayoría de los usuarios de YouNow tiene menos de 24 años. Muchos de los usuarios cantan o bailan, mientras que otros la usan para conversar o contar chistes. Hubo un hecho mediático llamativo durante 2015, cuando un número importante de los usuarios se grabó durmiendo. Un sistema de etiquetado temático facilita a los espectadores explorar contenido según sus intereses, mientras que las transmisiones en tendencia facilitan a los usuarios acceder a los contenidos más populares.
Compite con aplicaciones como Meerkat y Periscope aun cuando otros lo han comparado con Chatroulette.
YouNow fue fundado por Adi Sideman en septiembre de 2011, pero creció significativamente en popularidad durante 2014 y 2015, luego de que se hicieran cambios significativos en el servicio. Durante 2015, lograron recaudar $15 millones de inversionistas, para completar una inversión total de $30 millones.
YouNow compró la plataforma de transmisión en vivo Blogtv.com en 2013, fusionando la cuenta de los usuarios con la incipiente YouNow.
MTV se asoció con YouNow para los 2014 MTV Video Music Awards. El Huffington transmite desde 2015 su show semanal desde YouNow. 
En 2016, los Shorty Awards  incluyeron por primera vez la categoría "YouNower del Año".
America's Got Talent se asoció con YouNow para llevar a cabo las audiciones de la temporada 11, con las audiciones finales en YouNow realizadas en directo desde YouNow HQ en Times Square, el 1 de marzo de 2016.
En 2018, Younow anunciaba la creación de su propia criptomoneda llamada PROPS, sin embargo, a finales de 2021 el CEO de Younow anunciaba que el proyecto sería cerrado permanentemente provocando la molestia de varios usuarios que habían comprado grandes sumas de la criptodivisa.
En 2022, Adi Sideman anunciaba la venta de la compañía por lo que dejaba de ser el CEO de la plataforma.

## Programa de Socios YouNow
YouNow tiene programa de socios que permite a los difusores populares ganar dinero.  Los ingresos resultantes de las compras de regalos por parte de los espectadores virtuales, se dividen entre YouNow, Google o iOS y el creador del video, y aproximadamente el 40% va a este último.

## Bloqueo de usuarios injustificado
Durante 2018 supuestamente muchos usuarios han asegurado haber sido bloqueados sin incumplir ninguna norma interna ni externa de la plataforma mostrada explícitamente. También relatan como al contactar con el soporte técnico (desarrollado por zendesk) reciben como justificación "Tu cuenta permanecerá prohibida" sin posibilidad de argumentar lo acontecido. 

## Ciber Acoso en el #ESPAÑOL
La decandencia en el caso del #español se potenció con la existencia de canales tóxicos o de salseo español donde se realizaba ciberacoso y bullying a usuarios de la misma plataforma. A inicios del año 2022 el #español fue clausurado permanentemente por la administración de la plataforma pues se había creado un grupo de usuarios con y sin Partnership (socios que obtienen un % de regalias por recibir likes) que lideraba una red de manipulación, acoso, salseo español, chismes y demás acciones cuasi ilegales como revelar información confidencial de varios usuarios, con el fin de ser ellos los mejor posicionados en los primeros lugares del ranking de vistas de la plataforma. Este grupo liderado por usuarios de la plataforma y por empleados de la misma como la mánager de la comunidad en español tenían en común ser de España. 
Este grupo tóxico regalaba partnerships a sus amigos convirtiéndolos en socios de forma inmediata sin aportar ningún tipo de valor a la empresa y creando desconfianza en los demás usuarios y en detrimento de la plataforma. Además, si un usuario exponía esta situación era baneado permanentemente de la plataforma. Más tarde, la mánager de la comunidad en español también fue acusada de no pagar servicios a algunos socios que brindaban trabajos dentro de la plataforma como la elaboración de Stickers y otras artes.
Hoy en día, parece que el grupo mafioso que se había creado sigue estando presente en la plataforma pero con un impacto minúsculo dentro de la misma pues algunos usuarios de este grupo mafioso y con mayor ego y necesidad de resaltar se habían ido a otras plataformas como YouTube o Twitch a seguir creando su contenido tóxico o de salseo. Los seguidores de estos usuarios delesnables los siguieron y algunos de ellos abandonaron la plataforma pero no se registró ningún tipo de impacto en los números de la plataforma o de la comunidad en Español, pues al contrario, la comunidad en Español esta más viva que nunca.

## Cambio de CEO y Cierre del proyecto PROPS
A inicios de 2022 el CEO de Younow anunció en un comunicado que el proyecto de la criptomoneda llamada Props Token que se usaba dentro de la plataforma se abandonaba permanentemente.
Más tarde se anunció que la plataforma cambiaba de dueño, por lo que el CEO de Younow que había liderado la empresa desde hace más de diez años dejaba la plataforma definitivamente.